# Lederzeele
Lederzeele é uma comuna francesa na região administrativa de Altos da França, no departamento do Norte. Estende-se por uma área de 8.64 km². Em 2010 a comuna tinha 701 habitantes (densidade: 81,1 hab./km²).